# Institutos de investigación del Estado de Chile

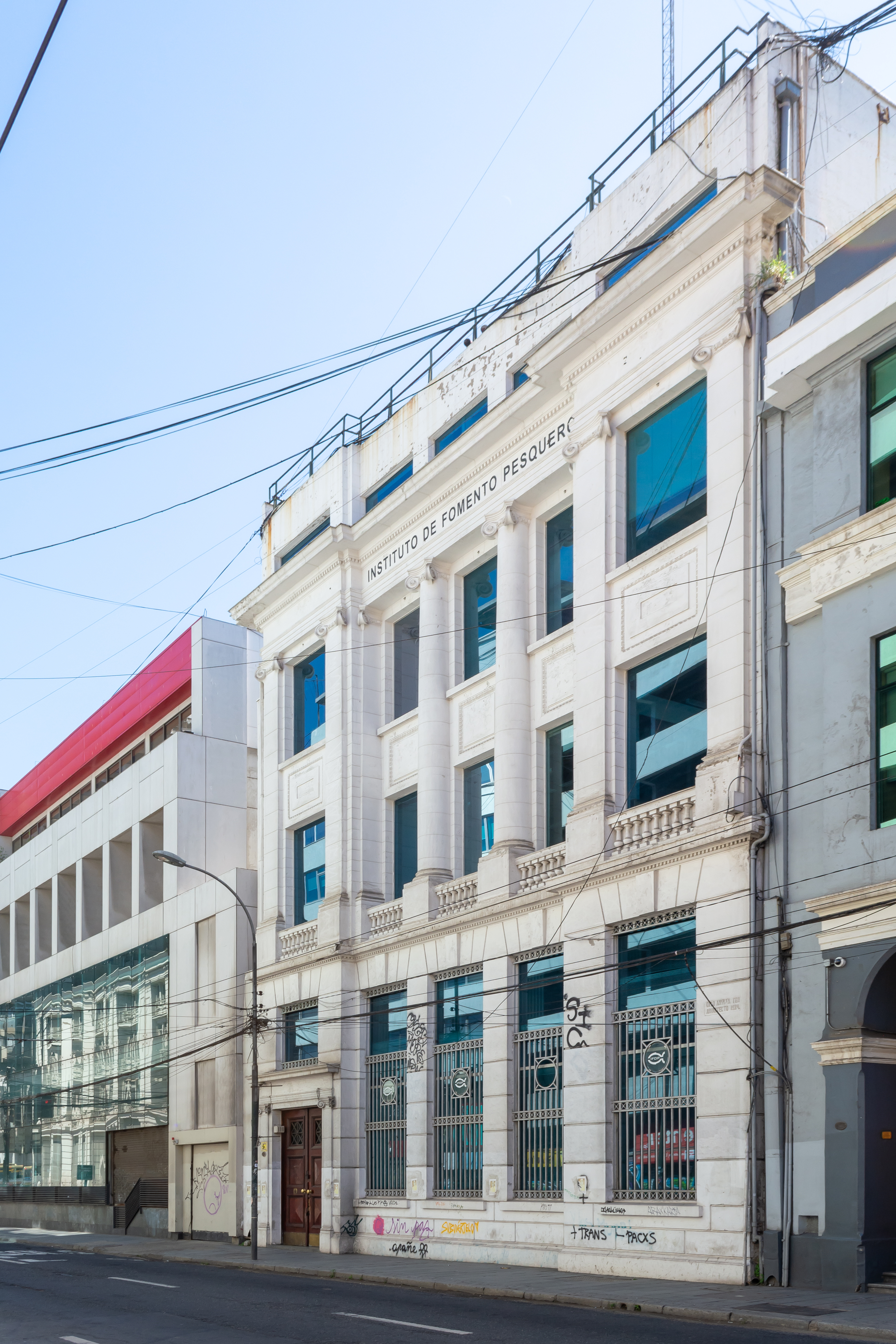
Sede de IFOP, uno de los institutos tecnológicos del Estado de Chile.

Los Institutos de investigación del Estado de Chile corresponden a instituciones de investigación y desarrollo, de financiamiento mayormente estatal, y que no cuentan con filiación a establecimientos universitarios.
Un grupo importante de institutos y centros de investigación estatal fueron inicialmente creados y administrados por la Corporación de Fomento de la Producción (CORFO) orientados a la investigación en recursos naturales, mientras que otros surgieron posteriormente para enfrentar desafíos específicos definidos por el Estado. En varios casos, los centros creados fueron luego integrados a instituciones públicas de rango ministerial.

## Institutos CORFO
| Nombre                                                                          | Año de fundación | Dependencia                                                       |
| ------------------------------------------------------------------------------- | ---------------- | ----------------------------------------------------------------- |
| Instituto Nacional de Investigaciones Tecnológicas y Normalización (INDITECNOR) | 1944             | CORFO (1944-1973) En 1973 se transformó en el INN.                |
| Instituto de Investigaciones Geológicas (IIG)                                   | 1957             | CORFO (1957-1980). En 1980 fue integrado a Sernageomin            |
| Instituto de Fomento Pesquero (IFOP)                                            | 1964             | CORFO (1964-2000). Financiado desde el Ministerio de Economía.    |
| Instituto de Investigaciones Agropecuarias (INIA)                               | 1964             | CORFO (1964-2000). Financiado desde el Ministerio de Agricultura. |
| Instituto de Investigación en Recursos Naturales (IREN)                         | 1964             | CORFO (1964-1985) En 1985 fue integrado al CIREN                  |
| Instituto Forestal (INFOR)                                                      | 1965             | CORFO (1965-2000) Financiado desde el Ministerio de Agricultura.  |
| Instituto de Investigaciones Tecnológicas (INTEC)                               | 1968             | CORFO (1968-2000). El 2003 fue integrado a Fundación Chile.       |
| Instituto Nacional de Normalización (INN)                                       | 1973             | CORFO                                                             |

## Institutos de dependencia ministerial[1]
| Nombre                                                | Año de fundación | Dependencia |
| ----------------------------------------------------- | ---------------- | --- |
| Instituto Antártico Chileno (INACH)                   | 1953             | Ministerio de Relaciones Exteriores                                                                                            |
| Servicio Nacional de Geología y Minería (Sernageomin) | 1980             | Ministerio de Minería |
| Centro de Información de Recursos Naturales (CIREN)   | 1985             | Ministerio de Economía (1985-2004). Financiado desde el Ministerio de Agricultura.                                             |
| Comisión Chilena de Energía Nuclear (CChEN)           | 1965             | Ministerio de Minería (1965-2010) Ministerio de Energía (desde 2010).                                                          |
| Instituto Nacional de Hidráulica (INH)                | 1967             | Ministerio de Obras Públicas                                                                                                   |
| Centro de Investigaciones Minera y Metalúrgica (CIMM) | 1970             | Ministerio de Minería (1970-2011) Disuelto el 2011.                                                                            |
| Fundación Chile                                       | 1976             | Vinculación pública desde la Presidencia de la República. Cuenta con financiamiento privado de ITT Corporation y BHP Billiton. |
| Instituto de Salud Pública de Chile (ISP)             | 1979             | Ministerio de Salud |
| Centro de Investigaciones Diego Barros Arana (CIDBA)  | 1990             | Biblioteca Nacional de Chile, Ministerio de las Culturas, las Artes y el Patrimonio.                                           |

## Institutos de las Fuerzas Armadas de Chile
| Nombre                                                             | Año de fundación | Dependencia           |
| ------------------------------------------------------------------ | ---------------- | --------------------- |
| Instituto Geográfico Militar (IGM)                                 | 1922             | Ejército de Chile     |
| Servicio Aerofotogramétrico de la Fuerza Aérea de Chile (SAF)      | 1963             | Fuerza Aérea de Chile |
| Servicio Hidrográfico y Oceanográfico de la Armada de Chile (SHOA) | 1990             | Armada de Chile       |